# Bogár Ignác (nyomdász)
Bogár Ignác (Budapest, 1876. május 27. – Moszkva, 1933. január 30.) nyomdász, pártpolitikus, szakszervezeti vezető.

## Élete
Kezdetben a szakmájában dolgozott. 1912 és 1918 között a Nyomdász Segélyező Egylet tisztviselője volt, majd a Magyarországi Könyvnyomdászok és Betűöntők Szakegyletét vezette. Belépett az SZDP-be. A nyomdász szakszervezetben mint titkár dolgozott. Az őszirózsás forradalom után ő is részt vett a KMP és az SZDP egyesítésére való törekvésekben, a Gyűjtőfogházban ő is tárgyalásokat folytatott Kun Bélával 1919 februárjában. Az 1919. március 20-ai nagy budapesti nyomdászsztrájkot szervezte és vezette. A Magyarországi Tanácsköztársaság alatt beválasztották a Budapesti Központi Forradalmi Munkás- és Katonatanács öttagú elnökségébe és egyúttal a Szövetséges Központi Intéző Bizottságnak is tagja lett, ahol szociális ügyeket bíztak rá. A kommün bukását követően börtönbe került, 1920-ban két év és három hónapra ítélték. 1922-ben a Szovjetunióba került a szovjet–magyar fogolycsere-akció során. Itt a Nemzetközi Agrárintézet nyomdájának igazgatójaként dolgozott, egyúttal a Sarló és Kalapács című folyóirat szerkesztője volt.
Halálát szívszélhűdés okozta.

## Emlékezete
- A Magyar Posta emlékbélyeget adott ki születésének 100. évfordulójára, amelyet Vagyóczky Károly tervezett (1976).
- Nevét viselte Békásmegyeren 1976 és 1991 között a Bogár Ignác utca (ma Hatvany Lajos utca).